# Fergus McDonell
Fergus McDonell (* 6. Oktober 1910 in Tunbridge Wells, Kent, England; † 3. Januar 1984 in Norwich, England) war ein britischer Filmeditor und Filmregisseur, der einmal für den Oscar für den besten Schnitt nominiert war.

## Leben
McDonell, der seine Schulausbildung an der Sedbergh School in Cumbria absolvierte, begann 1939 seine Laufbahn im Bereich Filmschnitt bei dem von Roy Kellino mit James Mason, Sylvia Coleridge und William Devlin inszenierten Kriminalfilm I Met a Murderer. Er wirkte bis 1976 als Editor an der Produktion von annähernd sechzig Filmen mit, davon zahlreiche Dokumentarfilme.
Bei der Oscarverleihung 1948 wurde McDonell für den Oscar für den besten Schnitt nominiert, und zwar für den Spielfilm Ausgestoßen (Odd Man Out, 1947) von Carol Reed mit James Mason, Robert Newton und Cyril Cusack.
Neben seiner Tätigkeit als Editor arbeitete McDonell zwischen 1949 und 1960 auch als Regisseur. Nach seinem Regiedebüt mit Die Stimme des Gewissens (The Small Voice), ein Thriller mit Valerie Hobson, James Donald und Howard Keel, inszenierte er zwanzig weitere zumeist Kurzfilme.

## Filmografie (Auswahl)

### Als Filmeditor
- 1944: Ehemann zur Ansicht (On Approval)
- 1944: The Way Ahead
- 1947: Ausgestoßen (Odd Man Out)
- 1963: Der Hausmeister (The Caretaker)
- 1964: Man geht wieder über Leichen (Nothing but the Best)
- 1964: Griff aus dem Dunkel (Night Must Fall)
- 1965: Tod am Morgen (Four in the Morning)
- 1965: Was gibt’s Neues, Pussy? (What's New Pussycat?)
- 1966: Khartoum (Khartoum)
- 1967: Ein erfolgreicher Blindgänger (Charlie Bubbles)
- 1968: … unterm Holderbusch (Here We Go Round the Mulberry Bush)
- 1968: Nur über eine Leiche (Only When I Larf)
- 1969: Alfred der Große – Bezwinger der Wikinger (Alfred the Great)
- 1970: Hering und Portwein (Spring and Port Wine)
- 1971: Auf leisen Sohlen (Gumshoe)
- 1971: Die Satansbrut (Unman, Wittering and Zigo)

### Als Filmregisseur
- 1949: Die Stimme des Gewissens (The Small Voice)
- 1950: Das Wunder von San Marino (Prelude to Fame)
- 1959–1960: R.C.M.P. (Fernsehserie)